# Kirche Gristow

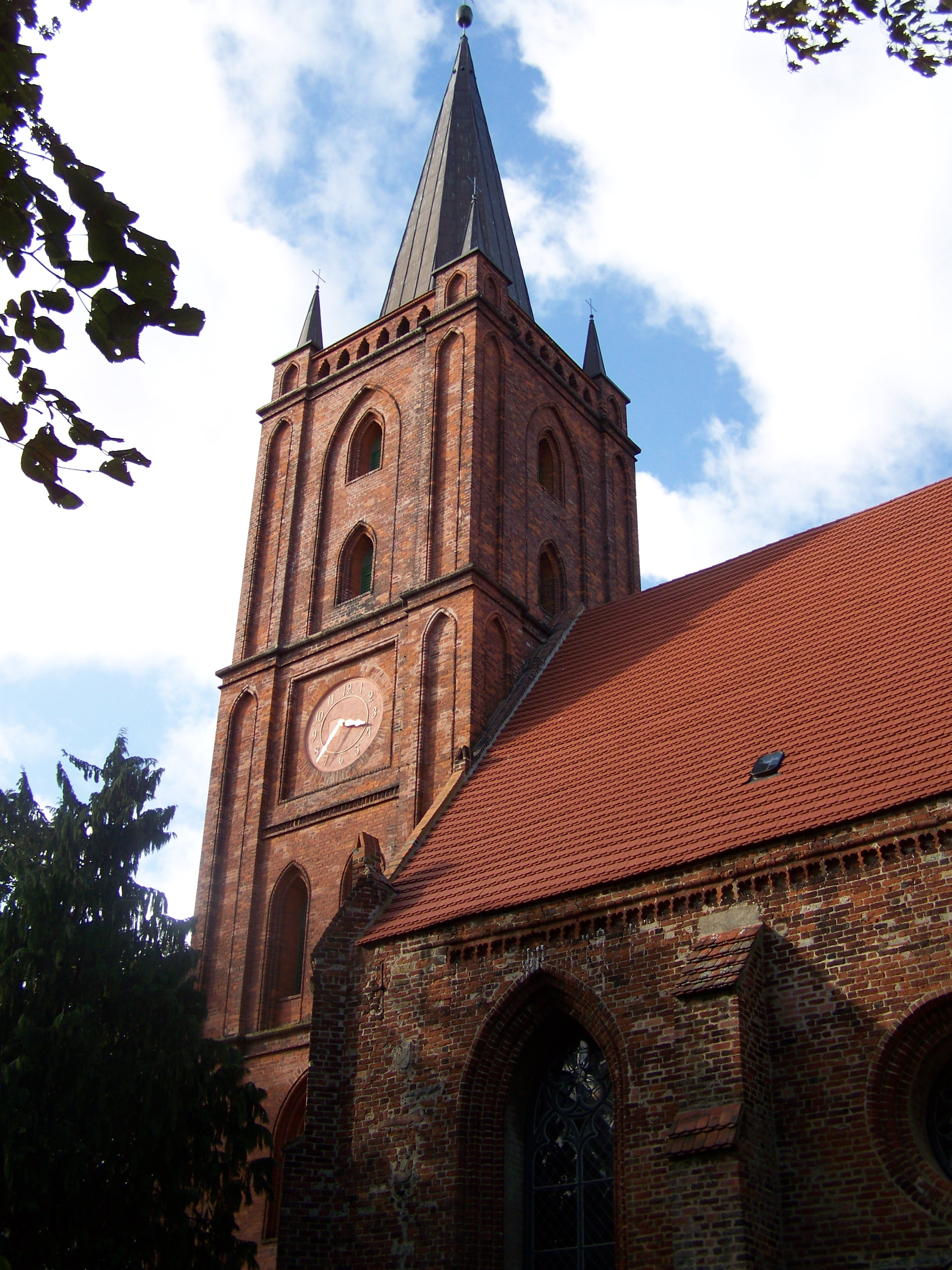
Kirche Gristow, Kirchturm (2009)

Die Kirche Gristow ist ein Sakralgebäude aus dem 14. Jahrhundert im gleichnamigen Ortsteil Gristow der Gemeinde Mesekenhagen.

## Geschichte
Der gotische Backsteinbau über einem Granitquadersockel stammt aus der ersten Hälfte des 14. Jahrhunderts. Ursprünglich besaß die Kirche zwei Schiffe mit vier Jochen. Durch die Sturmfluten von 1298 und 1306 stürzten vermutlich die Südwand und Teile der Ostwand ein. Dendrochronologische Untersuchungen des Dachstuhls zeigen, dass dieses Holz im Winter 1353 geschlagen wurde. 1537 führte man in Pommern die Reformation ein. Die Gewölbe stürzten 1665 ein und wurden durch eine flache Decke ersetzt. Der hölzerne Kirchturm vor dem Westgiebel musste wegen Bauschäden nach 1690 abgebrochen werden. Die drei im Dreißigjährigen Krieg beschädigten Glocken wurden deshalb in einem freistehenden Glockenstuhl aufgehängt. 1701 erhielt die Kirche ein neues Geläut. Die Nordsakristei wurde in der zweiten Hälfte des 17. Jahrhunderts aufgestockt. Der neugotische Westturm wurde in den Jahren 1839 bis 1842 im Stil der Schinkelschule errichtet.
Von 1852 bis 1856 erfolgte eine umfassende Sanierung des Kircheninnenraumes einschließlich der überwiegenden Ausrüstung. 1917 musste die Kirchengemeinde die größere der beiden Glocken im Zuge des Ersten Weltkrieges zusammen mit den Orgelpfeifen aus dem Prospekt abgeben. 1920 erfolgte eine weitere Innenrenovierung, dabei musste die marode Holzdecke erneuert werden. 1976 sperrte man die Kirche wegen erheblicher Baumängel; der Turm drohte einzustürzen. 1985 traf sich die Kirchenleitung, um über den Fortbestand der Kirche zu beraten. Eine Entscheidung erfolgte jedoch nicht. 1991 stellte man fest, dass Unbekannte die Sonnenuhr aus dem Jahr 1697 entwendet hatten. Zwei Jahre später sammelten Gristower Bürger Unterschriften und setzten sich für den Erhalt des Bauwerks ein. Zwei weitere Jahre später kam Bewegung in die Angelegenheit, als Ministerpräsident Berndt Seite unter anderem auch die Kirche in Gristow im Juni 1995 besuchte. Im September desselben Jahres begannen Verhandlungen mit der Landesregierung. Sie beschloss schließlich, die Hälfte der notwendigen Sicherungsmaßnahmen zu übernehmen, um den Turm vor dem Einsturz zu bewahren. Weitere Mittel stellten der Landkreis sowie die Kommune bereit. Private Spender unterstützten das Vorhaben ebenfalls. Im Dezember begannen erste Rettungsmaßnahmen. Im Februar 1996 begann die Grundsanierung des Turms. Sie konnte zum Ostergottesdienst beendet werden. Der Förderverein zum Erhalt der Gristower Kirche e. V. nahm am 5. Juni 1996 seine Arbeit auf und unterstützte die weiteren Arbeiten. Der damalige Bundesinnenminister Manfred Kanther sagte im Jahr 1996 weitere 100.000 DM zu, um das Kirchendach zu sanieren. Seit 1997 verfügt der Kirchturm über ein neu eingedecktes Dach aus Kupfer. Der Wetterhahn konnte vergoldet und erneut auf dem Ostreiter angebracht werden. In diesem Jahr wurde auch das Langdach saniert. 1999 vergoldete man die Zeiger der Kirchturmuhr. Ein Jahr später entdeckte man bei den Sanierungsarbeiten rund 200 Jahre alte Grabplatten. Die Fenster im Osten wurden saniert. 2001 restaurierte man die Türen, ein Jahr später erhielt die Kirche eine Heizung sowie neue Ziffern für die Uhr. 2003 sanierte man die Kanzel sowie den Kirchhof, ein Jahr später den Altarraum. 2010 erhielt der Turm eine Kindersicherung. 2014 gelangte der Kronleuchter aus der Kirche Franzburg wieder zurück nach Gristow. 2015 erneuerte ein Tischler aus Loitz die Hochzeitspforte am Westturm. Die Kirche beteiligt sich am Projekt Lebensraum Kirchturm.

## Architektur
Die Kirche verfügt über einen rechteckigen Grundriss und wurde auf einem gleichmäßig behauenen Sockel aus Granit mit Mauersteinen errichtet. Die Fenster weisen die typisch gotische Spitzbogenform auf, während die Joche mit dreifach gestuften Strebepfeilern von außen gestützt werden, dessen Schrägen teilweise mit Biberschwanzziegeln verkleidet sind. Die bereits sanierten Maßwerkfenster sind mit Nonnenköpfen ausgeführt. An der Nordseite befindet sich zwischen dem zweiten und dritten Joch ein spitzbogenförmiges, zweifach gestuftes Portal, das teilweise mit weißem Putz verkleidet ist. Darüber ist ein gegliedertes Rosettenfenster. Die Kirche weist in der Traufzone einen umlaufenden Vierpassfries auf, welcher in Teilen bereits erneuert wurde. Am Ostgiebel der Kirche befindet sich ein schlanker polygonaler Mittelpfeiler mit gemauertem Kegeldach. Der neugotische Turm ist bis zur Kugel 48 Meter hoch. Er ist mit schlanken, spitzbogenförmig ausgestalteten Lisenen gegliedert. Auf der Höhe des angrenzenden Satteldachs ist er mit einem Gesims von dem darüber liegenden Stockwerk abgesetzt, welches das Geläut enthält. Zwei kleine, spitzbogenförmig übereinanderliegende Klangarkaden sind in einem weiteren spitzbogenförmigen Ausschnitt eingefasst. Darüber befindet sich die umlaufende Empore mit vier kleinen Türmen, die jeweils ein Kreuz tragen.

## Ausstattung
Die Kanzel von 1856 weist umfangreiche neugotische Verzierungen auf. Der Taufstein aus gotländischem Kalkstein wurde bereits in der zweiten Hälfte des 13. Jahrhunderts gefertigt und stammt möglicherweise aus einem Vorgängerbau. Das Bankgestühl stammt aus dem Jahr 1856, das Chorgestühl ist älter und wurde nachträglich neugotisch umgestaltet. Die Westempore von 1819/1820 weist eine ornamentale Bemalung auf. Eine farbig gefasste Holzfigur des Heiligen Johannes stammt aus dem 18. Jahrhundert. Der hölzerne Altartisch wurde im Jahr 2004 gefertigt.

## Orgel
Anfang des 18. Jahrhunderts beklagte man den Zustand der vorhandenen Orgel. Allerdings fehlten die notwendigen Mittel für eine Neuanschaffung. Sowohl eine Schmidt-Orgel wie auch eine Witt-Orgel aus Malchin kamen preislich nicht in Frage. Die Wahl fiel daher 1819 auf den Orgelbauer Johann Simon Buchholz, der nach einer Ortsbesichtigung den Zuschlag erhielt. Er ließ die Teile auf der Peene anliefern und begann am 13. Mai 1820 unter tätiger Mithilfe seines Sohnes und Nachfolgers Carl August Buchholz mit dem Bau der Orgel. Die Einweihung fand am 23. Juli 1820 statt. Buchholz stellte für seine Arbeit 2156 Reichstaler in Rechnung. Im Zuge der Sanierung der Kirche in den 1850er Jahren erweiterte Barnim Grüneberg, der Neffe von Johann Simon Buchholz, die Orgel um ein zweites Manual mit einem Oberwerk und vier Registern. Den Prospekt passte man dem neuen, neogotischen Stil an. 1917 wurden alle 49 Zinnpfeifen im Zuge des Ersten Weltkrieges beschlagnahmt. Jaiser & Stephan aus Stralsund ersetzten sie durch Ausführungen aus Zinkblech. Eine fehlende Wartung sowie weitere Beschädigungen im Zweiten Weltkrieg führten schließlich dazu, dass die Orgel nicht mehr genutzt werden konnte und 1975 stillgelegt wurde. Zu dieser Zeit fehlten insgesamt 270 Pfeifen, weitere waren beschädigt. Das Gehäuse war vom Holzwurm befallen. Mit dem Entschluss 1995, die Kirche wieder instand zusetzen, sollte auch die Orgel restauriert werden. Man beschloss, sie in den ursprünglichen Zustand von 1820 mit nur einem Manual zurückzubauen. Dazu gehörte auch die Festlegung auf den Kammerton 430 Hz. Diese Aufgaben übernahm die Orgelwerkstatt Wegscheider aus Dresden. Am 11. Juli 1999 feierte man den erfolgreichen Abschluss der Arbeiten mit einem Konzert.
| I Manual C–f3 |                |       |
| 1.            | Bourdon        | 16′   |
| 2.            | Principal      | 8′    |
| 3.            | Gedact         | 8′    |
| 4.            | Viola da Gamba | 8′    |
| 5.            | Octava         | 4′    |
| 6.            | Spitzflöte     | 4′    |
| 7.            | Quinta         | 2 ⁄3′ |
| 8.            | Superoctava    | 2′    |
| 9.            | Mixtur III     |       |
| 10.           | Trompete       | 8′    |
|               | Tremulant      |       |

| Pedal C–c1 |           |     |
| 11.        | Subbaß    | 16′ |
| 12.        | Principal | 8′  |
| 13.        | Gedact    | 8′  |
| 14.        | Octava    | 4′  |
| 15.        | Posaune   | 16′ |

## Geläut
Das Geläut der Kirche besteht aus zwei Glocken, von denen die ältere 1881 ein Umguss der 1687 beschädigten Bronzeglocke ist. Sie stammt von Voß aus Stettin, während die jüngere 1999 von der Kunst- und Glockengießerei Lauchhammer gefertigt wurde.

## Sonstiges
Vom Kirchturm bietet sich in einer Höhe von 30 Metern (Balustrade) ein Blick auf die Inseln Rügen und Riems, zum Ruden und zur Greifswalder Oie sowie in die Landschaft des Greifswalder Boddens.

## Einzelnachweis
1. ↑  Evangelische Kirchengemeinde Gristow-Neuenkirchen (Hrsg.): Uns Blatt, Gemeindebrief 4/2015, S. 6.

Koordinaten: 54° 10′ 20,6″ N, 13° 19′ 58″ O